# Білозорка білокрила
Білозорка білокрила (Tachycineta albiventer) — вид горобцеподібних птахів родини ластівкових (Hirundinidae). Поширений в Південній Америці.

## Поширення
Ареал виду простягається від Панами, Колумбії, Венесуели та острова Тринідад до півночі Аргентини. Відсутній на тихоокеанському узбережжі, особливо в південній частині Південної Америки. Мешкає в низинних районах або поблизу них уздовж водойм, таких як річки чи озера, на висоті до 500 м над рівнем моря.

## Опис
Птах сягає 13,2 см завдовжки і вагою 17 г. Він темно-синьо-зелений зверху, білий знизу. Хвіт і краї другорядних криючих на крилах білі. Обидві статі схожі, але оперення молодих зверху сіро-коричневе, крім білого хвоста.

## Спосіб життя
Білозорка білокрила, зазвичай, зустрічається біля води, харчуючись в основному літаючими комахами. Годується парами або невеликими групами. Ця ластівка будує свої гнізда з пір'я інших птахів у дуплах дерев, між камінням або в штучних спорудах. У кладці від 3 до 6 білих яєць.